# Villa Pianciani
Villa Pianciani è un complesso monumentale situato nel comune di Spoleto, sulla sommità di un colle che domina la Valle Umbra. Opera del famoso architetto Giuseppe Valadier, comprende diversi edifici e un vasto parco storico. È forse ritenuta una delle più eleganti architetture di fine Settecento della Regione Umbria.

## Storia

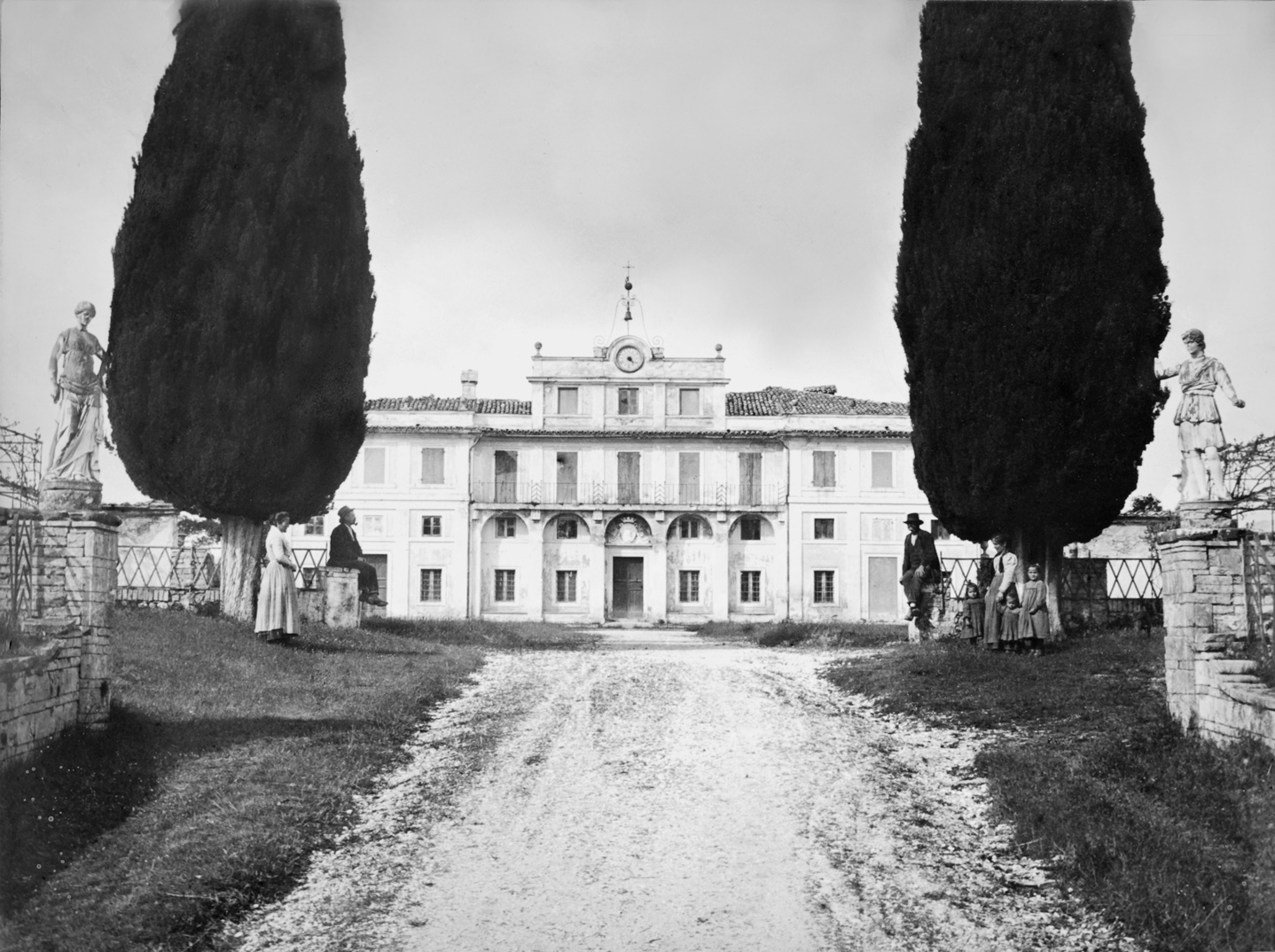
Villa Pianciani nel secolo XIX

Il complesso di Villa Pianciani venne realizzato alla fine del XVIII secolo dai conti Pianciani, famiglia tra le più antiche ed illustri del territorio di Spoleto. Sulla cima di un colle con vista a 360 gradi su tutta la valle, la famiglia Pianciani acquisì e trasformò un preesistente edificio medioevale nella sontuosa villa poi nominata la "Delizia dei Pianciani" per celebrare il matrimonio del conte Alessandro Pianciani con la nobildonna Costanza Collicola Monthioni. La realizzazione venne affidata al giovane architetto Giuseppe Valadier, ricordato in seguito anche per la sistemazione di Piazza del Popolo a Roma (dal 1793 al 1815). la villa divenne poi la dimora estiva della famiglia.
la villa è tuttora di proprietà degli eredi della famiglia Pianciani.

## L'architettura
Dal nucleo originale della vecchia costruzione medioevale il Valadier ricavò la residenza di campagna di villa Pianciani, uno dei pochissimi esempi di architettura "in villa" realizzato dal famoso architetto.
All'interno di un grande parco monumentale si trovano: la villa  (chiamata originariamente Casino Principale), la cappella, un edificio di tre piani connesso internamente alla villa (le vecchie cucine) e un grande edificio a due piani un tempo adibito a stalle e rimesse nonché vari spazi architettonici del parco stesso: il giardino segreto, le esedre sul fronte e i due grandi padiglioni simmetrici di ferro battuto.

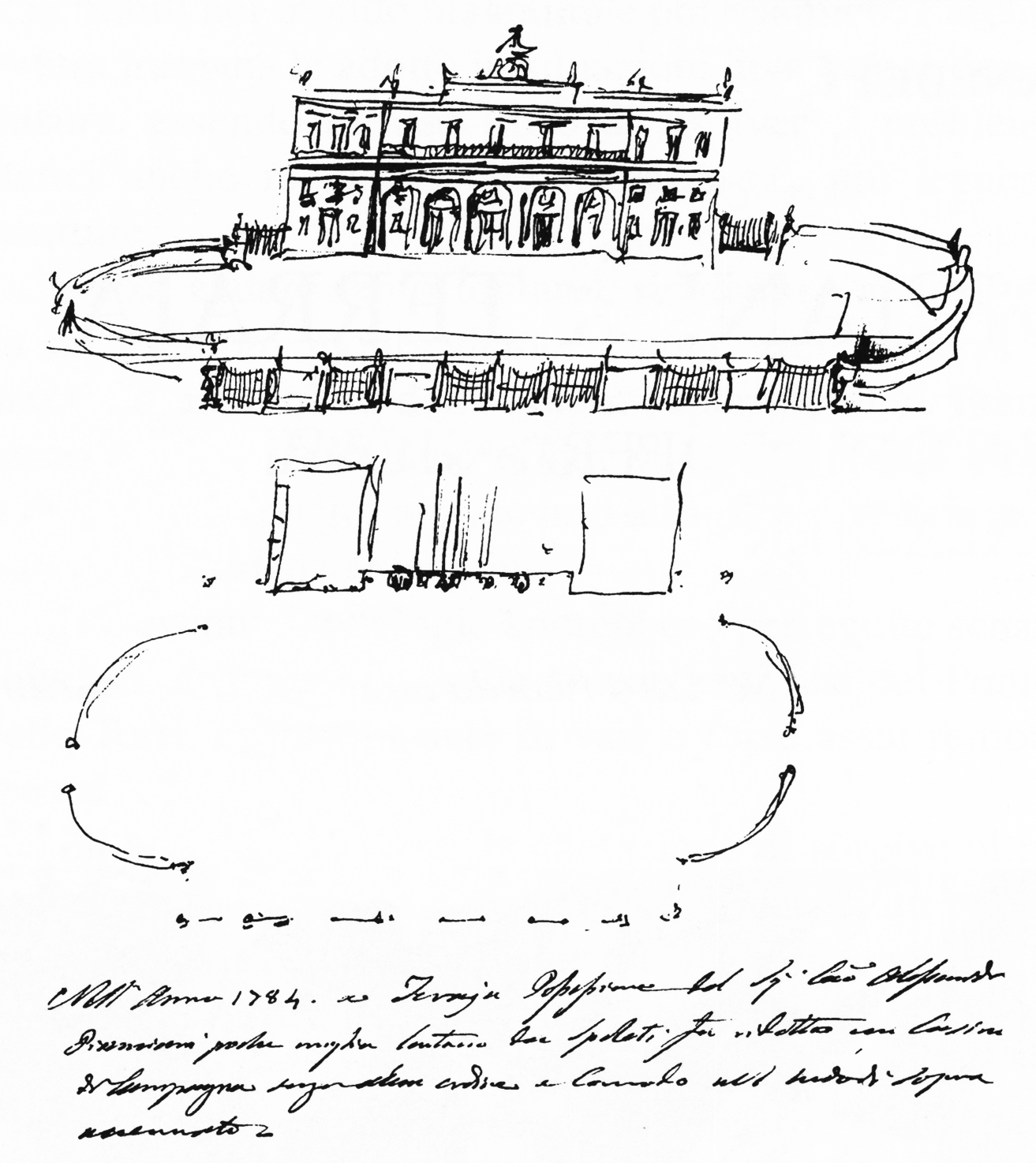
Schizzo da Giuseppe Valadier

La planimetria del complesso mostra un carattere geometrico e simmetrico nella disposizione degli edifici presenti, nel pieno rispetto della tradizione italiana del giardino. All'interno del perimetro del complesso, le unità architettonico-spaziali sono ben distinte e in parte simboleggiano la presenza di tendenze culturali diverse.

## Gli edifici

### Il casino principale
L'ampia costruzione centrale della villa, chiamata anche Casino principale e "la delizia dei Pianciani", è contraddistinta dal prospetto scenografico ideato dal Valadier; una facciata allungata su undici assi di aperture è spazialmente dilatata e incorniciata dalle esedre del piazzale antistante. L'insieme accosta il barocco romano agli edifici francesi coevi all'epoca di costruzione della villa. La costruzione si dilata posteriormente senza la stessa simmetria del prospetto, appoggiandosi sulla sommità del colle verso il tramonto e verso la retrostante cappella. L'architetto spoletino Pietro Ferrari (1762-1825) subentrò alla fase finale dei lavori e terminò l'ala orientale della casa. 
All'interno l'edificio si sviluppa su tre livelli: piano terra, mezzanino e piano nobile. Al piano terra si trovano alcune grandi sale e un ampio cortile. Nel mezzanino, che percorre solo l'asse nord ovest della villa, trovano posto le piccole biblioteche e i diversi vani di servizio. Al piano nobile, oltre le numerose stanze, si aprono da ogni lato balconi e un ampio terrazzo con affaccio su Spoleto e la valle sottostante. Villa Pianciani ha preservato, negli spazi interni, un discreto apparato decorativo dell'epoca: soffitti lignei, decorazioni murarie con scene paesaggistiche articolate e ben dipinte, riquadrature di porte e mostre con cornici, finti marmi e chiari scuri con piccoli elementi floreali o figurativi. 
Gli elementi decorativi sono principalmente opere di mano ignota presumibilmente risalenti agli anni immediatamente successivi alla costruzione fino al primo decennio dell'Ottocento, come testimoniano anche le tecniche utilizzate: pittura ad acqua su intonaco e su tela, utilizzo di tempere e agglomeranti tipici del tempo, intarsi decorativi in carta rispondono alle caratteristiche tecniche delle maestranze locali dell'epoca.

### La cappella

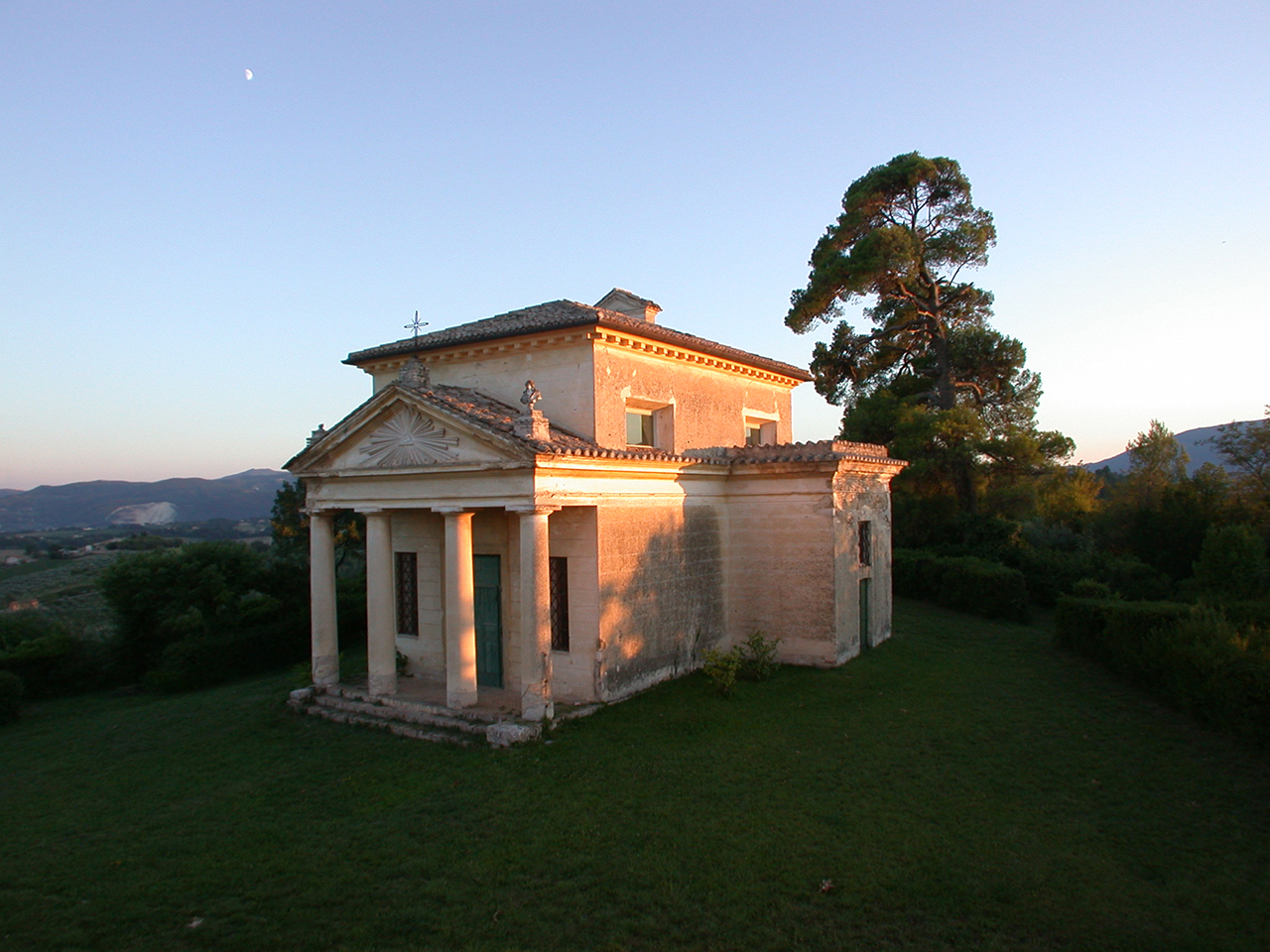
La cappella

La cappella, in stile neoclassicismo italiano e opera anch'essa del Valadier, è posta dietro al casino principale, sul punto più alto del colle e fornisce un'anticipazione dei dettami del pensiero neoclassico e delle opere successive del Valadier. Il timpano triangolare, il portico a quattro colonne, la struttura simmetrica dell'unica navata con volta a botte e le due sacrestie laterali mostrano forti legami con l'architettura palladiana. L'interno, ornato da preziose decorazioni d'epoca, è ancora in parte da restaurare.

### L'annesso
L'annesso, tradizionalmente chiamato il Casino delle vecchie vucine, è costituito da un edificio autonomo di tre piani limitrofo alla villa originariamente destinato ad ospitarne le cucine e gran parte dei servizi. Questo edificio, di impianto più lineare rispetto al Casino principale, è disposto sul lato nord ovest della collina, offrendo un affaccio al tramonto sulla valle verso Montefalco e Assisi. 
Il piano alto, posto allo stesso livello d'ingresso della villa principale, affaccia direttamente sul parco, mentre il piano intermedio è internamente collegato al piano terra della villa grazie ad uno spazioso tunnel sotterraneo scavato nella collina. I due piani inferiori dell'Annesso assecondano il dislivello naturale del colle per terminare verso l'autonomo e spazioso giardino del Piazzale del Tramonto, cui si accede anche da un viale di accesso indipendente (Viale dei Gelsi).

### Edificio nel parco
Un ulteriore edificio, riconoscibile come rudere per le pessime condizioni statiche e strutturali in cui versa attualmente, rappresenta l'unico superstite di due manufatti simmetrici originariamente ubicati ai lati dello stradone d'accesso principale e denominati "baracche". Tali edifici, posti ai lati del percorso verso il casino principale e inclinati parallelamente rispetto all'asse, accompagnavano lo sguardo del visitatore lungo il viale d'accesso, quasi a focalizzare l'attenzione sul prospetto principale del casino.

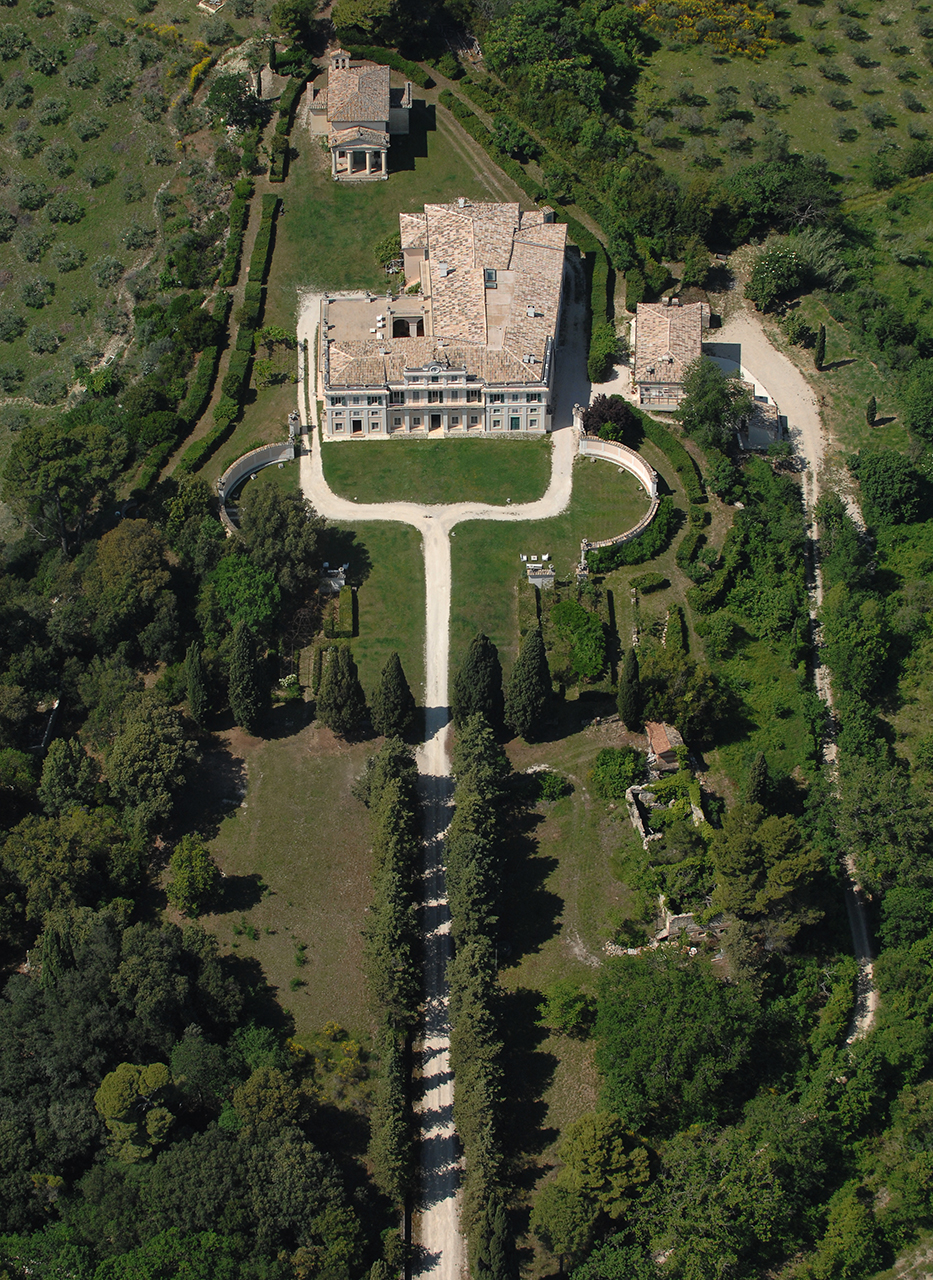
Il Complesso Monumentale

## Il parco
Attorno alla villa che domina la valle spoletina, fu disegnato dallo stesso architetto Giuseppe Valadier un grande parco, che delinea la struttura di tutto complesso monumentale. Attraverso il viale d'accesso contornato di querce e lecci, si accede al grande parco di circa 2.000 mq dove natura, paesaggio e architettura convivono con grande equilibrio e gusto. 
Il cammino verso il culmine del colle è delimitato da cipressi; dalla sommità due percorsi laterali si snodano ai fianchi della proprietà, mentre l'asse centrale prosegue attraverso un grande piazzale geometrico contenente due grandi padiglioni in ferro battuto adibiti a roseti, e si conclude in un vasto piazzale ellittico delimitato da esedre che - interrotte da belvederi a sud e a nord della valle - fanno da quinte all'ampio prospetto della villa principale. 
La planimetria degli edifici presenti mostra un carattere geometrico e simmetrico nel pieno rispetto della tradizione italiana del giardino, mentre attraverso tutto il parco si snodano, seguendo le asperità del terreno e in accordo con le più note teorie del naturalismo inglese, centenarie siepi di bosso che delimitano sinuosi camminamenti ombreggiati un tempo denominati "Cocchi", bordati di pergole e fiori.

### Il giardino segreto
Sulla sinistra del viale d'accesso, all'ombra di un piccolo bosco nascosto, rimangono visibili gli elementi architettonici di un "Giardino segreto" in tipico stile neoclassico. Concepito come un'entità a parte e disegnato anch'esso dal Valadier, il "Giardino segreto" ospita oggi l'originario impianto architettonico costituito da mura ellittiche, scale acciottolate, un arco a tempietto e i resti di una fontana e di una meridiana solare ; un tempo era corredato da ulteriori elementi in ferro, statue romane e da ringhiere in ferro che ne contrassegnavano i percorsi.

## Il restauro
Nei secoli, molte vicissitudini hanno comportato un impoverimento dei maestosi arredi della villa e del Parco (arredi preziosi e statue romane arredavano sia la villa che il Parco). Dopo gli anni novanta il ramo della famiglia che ha ereditato la parziale proprietà del complesso della villa (in linea femminile attraverso Matilde Pianciani), è riuscito a riacquisire la totalità del complesso. 
Nel primo decennio del XXI secolo, in accordo con la Soprintendenza alle Belle Arti della Regione Umbria e con un parziale aiuto dello Stato italiano, è stato portato a termine un lunghissimo e importante lavoro di restauro e consolidamento architettonico, effettuando il ripristino di gran parte del disegno originale recuperando totalmente la qualità unitaria dell'impianto architettonico. L'arte contemporanea è diventata oggi elemento caratterizzante del recupero del complesso monumentale di Villa Pianciani.

### L'associazione
L'Associazione Culturale Matilde Pianciani (un'associazione senza scopo di lucro) è stata creata in funzione della tutela, della promozione e della valorizzazione del Complesso Monumentale di Villa Pianciani assumendosi l'impegno di salvaguardare, gestire e promuovere programmi anche pluriennali di medio e lungo termine. L'associazione organizza incontri, workshops, corsi d'arte e di lingua, ospita eventi e ospita volontari e turisti da tutto il mondo.